# فاينهايم
فاينهايم (بالألمانية: Weinheim) هي مدينة وبلدة ألمانية تقع في منطقة راين نيكار ‏ في ألمانيا. يقدر عدد سكانها بـ 43,692 نسمة.
تحمل فاينهايم لقب «مدينة البرجين» بسبب وجود اطلال برجي المراقبة فيندك (بالألمانية:  Burg Windeck) وفاخنبورك (بالألمانية: Wachenburg) فيها.

## الجغرافيا

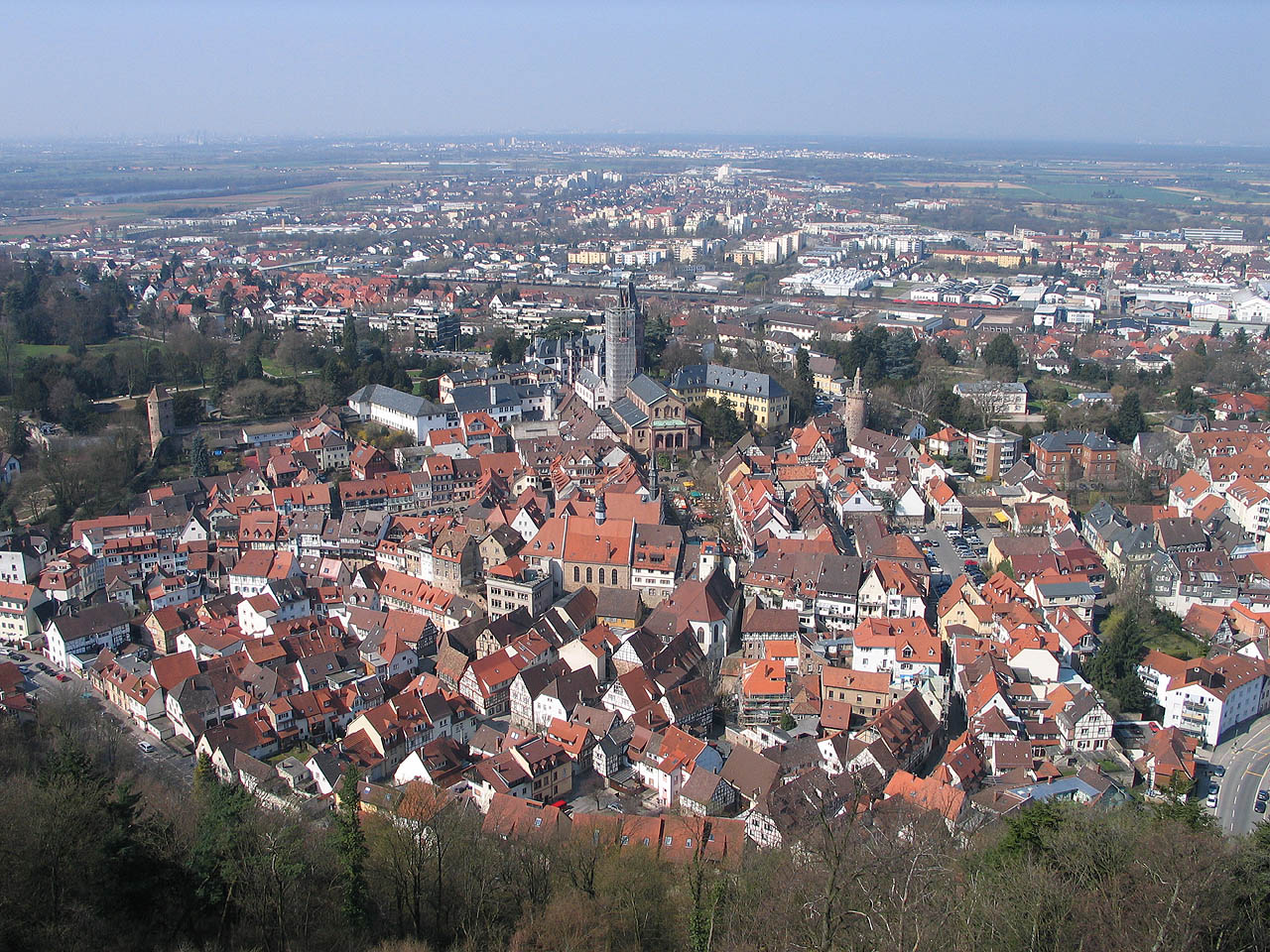
فاينهايم من قلعة فينديك

### الموقع والطبيعة
تقع فاينهايم على الطريق الجبلي (بالألمانية: Bergstraße).
نشأت البلدة القديمة عند نهر فيشنيتس (بالألمانية: Weschnitz) بينما نشأت المدينة الجديدة عند وادي غروندلباخ (بالألمانية: Grundelbach) وتتطور الاجزاء الجديدة من المدينة حول جبل شلوس (بالألمانية: Schlossberg) على امتداد الطريق الجبلي في سهل الراين.
بين نهر فيشنتس ووادي غروندباخ يرتفع برج المراقبة فاخنبيرغ (بالألمانية: Wachenberg) على ارتفاع 399.5 متر وإلى الشمال منه يقع رأس الأيل (بالألمانية: Hirschkopf) بارتفاع 345.7 متراْ ورأس الخنزير (بالألمانية: Saukopf) بارتفاع 348.2 وبينما يقع إلى الجنوب منه جبل غايسبيرغ (بالألمانية: Geiesberg) ورأس الذهب (بالألمانية: Goldkopf) بارتفاع 323.8 متراً وإلى الجنوب من ذلك يقع جبل باخ (بالألمانية:  Bachberg).
يبلغ أعلى ارتفاع في فاينهايم 524.9 متر عند جبل آيشل (بالألمانية:  Eichelberg)، وإلى الغرب قليلا من ذلك يقع جبل شتاين (بالألمانية: Steinberg) بارتفاع 428.5 متراً.
بسبب الطريق الجبلي يسيطر على فاينهايم جو معتدل ولذلك تزهر اشجار اللوز وبعض اشجار الفواكه بوقت مبكر من السنة مقارنة بباقي مناطق ألمانيا.

## البلديات المجاورة
المدن والبلديات التالية تحيط بفاينهايم وهي مذكورة بالترتيب باتجاه عقارب الساعة ابتداءا من جهه الشرق:
- بيركيناو
- كوركسهايمرتال
- هايلجكرويتس شتايناخ
- فلهلمسفيلد
- شريسهايم
- هيرشبيرج
- هيدسهايم
- فيرنهايم وهيمباش.

## مخطط المدينة
تتكون فاينهايم من المدينة الأم وعشرة أجزاء هي: هونزاكسن، لوتسازاكسن، أوبرفلوكنباخ، شناينكلنجن، فونشميشلباخ، ربنفاير، رتنفاير، هايلجكرويتس، رتشفاير وزولتسباخ.

## التاريخ

### منذ الازل حتى القرن العشرين
في عام 755 بعد الميلاد ذكرت فاينهايم لأول مرة في مخطوطات لورش (بالألمانية: Lorscher Codex) التابع لدير لورش (بالألمانية: Kloster Lorsch). لم تأتي تسمية فاينهايم من النبيذ (بالالمانية فاين) وانما نسبة إلى القائد الفرنسي فينوس، وتعني كلمة فاينهايم (أرض فينوس).
في عام 1000 بعد الميلاد منح القيصر أوتو الثالث Otto III. (HRR) لفاينهايم حق اقامة الاسواق (بالألمانية: Marktrecht) ثم في عام 1065 حق صك العملة (بالألمانية: Münzrecht). بنى دير لورش فوق المدينة قلعة فيندك (بالألمانية: Burg Windeck) لتأمين المناطق الخاضعة له.
حوالي عام 1250 بنيت المدينة الجديدة إلى جانب المدينة القديمة كرد على بناء مدينة ماينتس (بالألمانية: Mainz). في عام 1264 حصلت امارة بفالتس على المدينة الجديدة وقلعة فيندك كمنحة، وهنا أطلق لأول مرة على المدينة الجديدة اسم مدينة. في عام 1308 انتقلت المدينة القديمة أيضا إلى صلاحيات امارة بفالتس. ابنداءا من 1368 انتقلت فاينهايم بشكل كامل إلى امارة بفالتس ومنذ نهاية القرن الرابع عشر إلى بلدية هايدلبيرج العليا (بالألمانية: Oberamt Heidelberg). في عام 1454 وحدت التقنيات الادارية للمدينة القديمة واللجديدة التي كانت مفصولة قبل ذلك التاريخ.
في القرن السابع عشر وبسبب حرب الثلاثين عام (بالألمانية: Dreißigjährigen Krieg) والحرب الهولندية (بالألمانية: Holländischen Krieg) وحرب الخلافة البفالتسية (بالألمانية: Pfälzischen Erbfolgekrieg) تعرضت فاينهايم أكثر من مرة للاحتلال وتعرض برح فيندك للتخريب.
في عام 1698 نقل الأمير يوهان فلهلم (بالألمانية: Johann Wilhelm) ولمدة سنتين بلاطه وجامعة هايدلبيرج (بالألمانية: Heidelberger Universität) والمطبعة إلى فاينهايم. ولكن الخطط السخية لتوسيع قصر فاينهايم لم تتحقق في الواقع.
عام 1803 تم حل امارة بفالتس وعادت ملكية فاينهايم إلى بادن (بالألمانية: Baden) حيث أصبح مقر البلدية. خلال الثورة البادنية عام 1848 حطم المتطرفين من فاينهايم السكة الحديدية لخط السكة الحديدية الواصل بين الماين والنيكار (بالألمانية: Main-Neckar-Eisenbahn) عند المحطة المسماة في وقتنا الحالي (بالألمانية: OEG-Haltestelle Rosenbrunnen) حيث حطموا قطارا كان مخصصا لنقل القوات، لافشال انقلاب شتروفه (بالألمانية: Struve-Putsch). اتهم في الحادث 33 شخصا من فانيهام.

### من عام 1900 وحتى نهاية الحرب العالمية الثانية
سياسيا كان الليبراليون منذ تأسيس الرايخ الثاني عام 1871 اقوى التيارات قبل ان يتم ازاحتهم من قبل الديمقراطيين في الانتخابات البرلمانية عام 1912 حيث حصل مرشح الحزب الديمقراطي الاجتماعي الألماني على 49.7 من الاصوات.
في بداية عهد جمهورية فايمار بقي الحزب الديمقراطي الاجتماعي الألماني في المقدمة، ثم فقد الكثير من الاصوات ففي عام 1919 صوت 59.2 من الناخبين لصالح الحزب الديمقراطي. في عام 1932 فاز الحزب الشيوعي الألماني بفارق 19.5 بالمئة من الاصوات عن الحزب الديمقراطي الاجتماعي الألماني.
في عام 1936 تم حل بلدية فاينهايم وضمها إلى بلدية مانهايم، ومن هنا نشأ قضاء مانهايم (بالألمانية: Landkreis Mannheim) وأصبح جزءا من دائرة الراين-نيكر.

### منذ عام 1945 وحتى الآن
في سنوات المعجزة الاقتصادية الألمانية التي تلت الحرب تغيرت صورة المدينة من خلال إنشاء مناطق سكنية جديدة ومنشات صناعية فرعية وضم الأراضي المحيطة إلى المدينة. سياسيا تناوب الحزب الديمقراطي الاجتماعي الألماني وحزب الاتحاد الديمقراطي المسيحي على السلطة.

## ضم البلديات المجاورة
ضمت البلديات التالية إلى فاينهايم:
- 1 مايو 1972: أوبرفلوكنباخ
- 1 يونيو 1972: زالتسبوخ
- 1 يوليو 1972: ربنفاير
- 1 أغسطس 1972: رتشفاير
- 1 يناير 1973: هونزاكسن، لوتسل زاكسن

## الشعار
السلم الاحمر ظهر في اقدم اختام مدينة فاينهايم، اللون الاحمر للسلم يعطي صورة عن الجزء الأول من كلمة فاينهايم فاين (وكلمة فاين بالالمانية تعني نبيذ)، على الرغم من ان تسمية المدينة جائت من اسم قائد فرنسي يدعى فينو. الاسد البفالتسي والمربعات المتشابكة تدل على تبعية فاينهايم لبفاتس قبل 550 عام. تم اعتتماد الشكل الحالي للعلم في عام 1899.

## المتحف
يوجد متحف فاينهايم في مبنى قيادة ما كانت تسمى فرسان تيوتون ويحتوي على معارض من فاينهايم والمناطق المجاورة من عصور ما قبل التاريخ إلى عصر ما تسمى ميروفنجيون والعصور الوسطى بالإضافة إلى التاريخ الاجتماعي الحديث.

## الأبنية
يعد مبنى البلدية القديمة الواقع عند ساحة ماركت بلاتس (بالألمانية: Marktplatz) الذي يعود للعام 1557 وصيدلية الاسود (بالألمانية: Löwenapotheke) الموجودة منذ القرن السابع عشر أماكن مميزة بالنسبة للمدينة، كما توجد في هذه المنطقة الكنيسة البروتستانتية منذ عام 1731 وكنيسة ساينت-لاورينتوس المبنية عام 1913.
برجي فيندك وفاخنبيرك اللذين أعيد بناؤهما بين عامي 1907 و1928 يعدان أيقونة المدينة. كما تتواجد في القصر الاميري البفالتسي (بالألمانية: Weinheimer Schloss) حاليا دائرة بلدية فاينهايم.
في منطقة أوبرفلوكنباخ من المدينة توجد كنيسة (بالألمانية: Herz-Jesu-Kirche) التي صممها المعماري ألبرت بوسلت (بالألمانية: Albert Boßlet) عام 1957 بشكل ثماني الاضلاع وصنفت في عام 2007 معلما ثقافي.

## الوادي ذو الطواحين الست
يوجد في فاينهام وادي به ست طواحين، وهذه الطواحين هي:
- Carlebachmühle
- Kinscherf’sche Mühle
- Obere Fuchs’sche Mühle
- Untere Fuchs’sche Mühle
- Hildebrand’sche Obere Mühle
- Hildebrand’sche Untere Mühle

## المدن التوأمة
مدن Cavaillon، أيسليبن، إيمولا ورمات غان هي مدن توأمة لفاينهايم.